# ميا بلوم
ميا بلوم (بالإنجليزية: Mia Bloom)‏ هي أكاديمية أمريكية، ولدت في 1968.